# Nuisette
Pour les articles homonymes, voir Baby Doll.

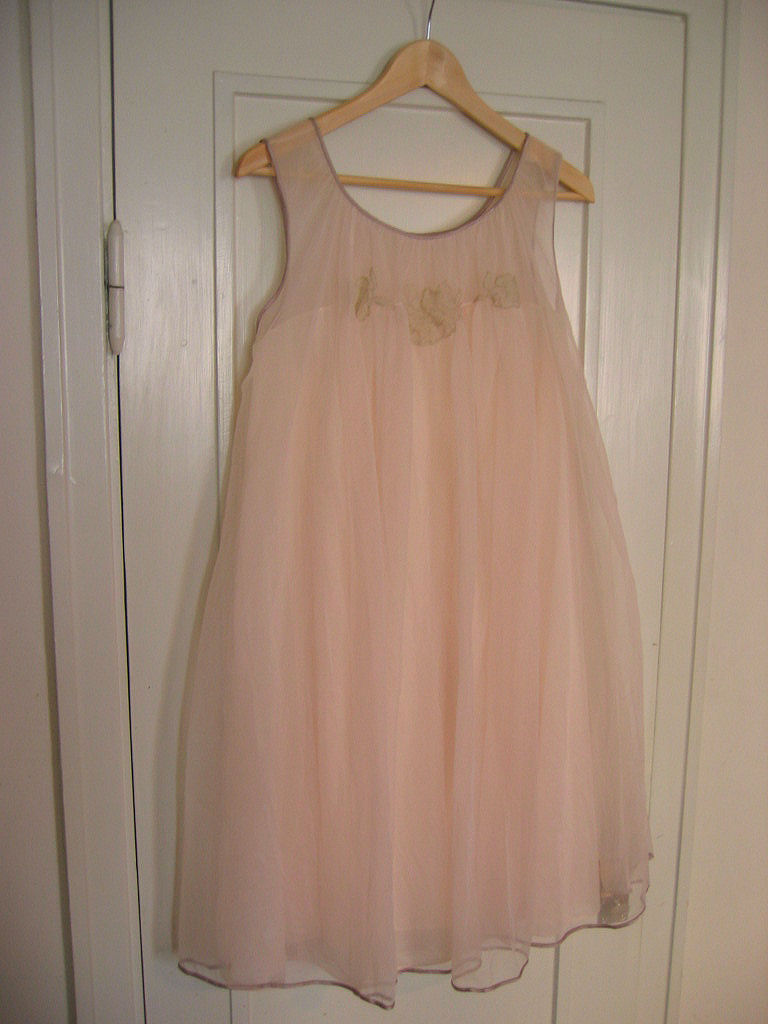
Exemple de nuisette.

Une nuisette (aussi appelé un baby doll) est un vêtement de nuit féminin dont la forme est celle d'une robe à fines bretelles. Elle est généralement constituée d'un tissu léger et souple, comme le nylon ou la soie.

## Description
Elle arrive le plus souvent au-dessus du genou, possède un décolleté assez profond et peut être fendue sur un ou deux côtés. Sa forme, ainsi que la dentelle dont elle est parfois ornée, en fait un vêtement qui peut être considéré comme séduisant voire sexy.

## Histoire
C'est Nancy Mecher qui crée ce vêtement d'abord en nylon transparent et infroissable. Dans les années 1950, la nuisette reste fortement associée aux pin-up. Le film Baby Doll en 1956 popularisa le terme dans les pays anglophones. De simple nuisette pour dormir, elle peut alors être portée comme une robe de tous les jours à partir du mouvement hippie. Elle effectue un retour dans les années 1990 avec Courtney Love, égérie du mouvement grunge américain, qui la porte déchirée avec des bottes de combat et beaucoup de maquillage puis à partir de 2013 grâce à Hedi Slimane de la maison Yves Saint Laurent (elle est alors à carreaux, fleurie ou brodée et portée de façon décalée avec des bottes et des collants résille) puis de la maison Calla (dans des tons pastels) ou même John Galliano (avec des fleurs ciselées à même le tissu).

## Note
1. ↑  M.-N. Boutin-Arnaud, S. Tasmadjian, Le Vêtement, Éditions Nathan, 1997  (ISBN 2-09-182472-0)
2. ↑  « La robe baby doll », M, le magazine du Monde, semaine du 1er février 2014, page 65.